# Zwolle
Zwolle este un oraș în estul Țărilor de Jos, reședința provinciei Overijssel, fost oraș al Ligii Hanseatice. Orașul este situat în zona de confluență a râului Zwarte cu canalul Overijssel.

## Monumente
- Bazilica Adormirea Maicii Domnului din Zwolle, monument din secolele XIV-XV
- Sassenpoort (Poarta Sașilor), monument din secolul al XV-lea

## Personalități
- Thomas a Kempis, teolog medieval
- Wilhelmus Marinus van Rossum, cardinal
- Yuri Landman, muzician
- Michael Minsky  (1918-1988)
- Bart Verbruggen (n. 2002), fotbalist.